# Коршачина
Корша́чина — село в Україні, у Річківській сільській громаді Сумського району Сумської області. Населення становить 317 осіб (зареєстровано станом на 26.02.2025р.). До 2018 орган місцевого самоврядування — Коршачинська сільська рада.

## Географія
Село Коршачина, (при СРСР — колгосп «Ленінський шлях») розташоване над річкою Коршачиною, яка за 4 км впадає у річку Вир, нижче за течією (на захід) на відстані 1.5 км розташоване село Вири. На схід близько 0.7 км розташовується село Лікарське.
Став починається біля села Лікарське, проходить через усе село Коршачина і закінчується в селі Вири де через канал впадає в річку Вир. По своїй довжині став ділить три дамби.
За 1.5 км від села на південь пролягає залізниця, станція Амбари. За 2.5 км на північ пролягає автомобільний шлях Т 1908.

## Історія
- Село засноване в середині XIX ст. та мало назву «хут. Коршагин» та станом на 1909 рік, входило до приходу «Всесвятской церкви» с. Вири — «военных муж. 12, жен. 9; крестьян муж. 198, жен. 218.»
- Село постраждало внаслідок геноциду українського народу, проведеного урядом СССР 1923—1933 та 1946–1947 роках.
- 12 червня 2020 року, відповідно до Розпорядження Кабінету Міністрів України № 723-р «Про визначення адміністративних центрів та затвердження територій територіальних громад Сумської області» увійшло до складу Річківської сільської громади[2].
- 19 липня 2020 року, в результаті адміністративно-територіальної реформи та ліквідації  Білопільського району, село увійшло до складу новоутвореного Сумського району[3].

## Населення

### Мова
Розподіл населення за рідною мовою за даними :
| Мова       | Кількість | Відсоток |
| ---------- | --------- | -------- |
| українська | 476       | 95.39%   |
| російська  | 19        | 3.81%    |
| вірменська | 4         | 0.80%    |
| Усього     | 499       | 100%     |

## Економіка
- ТОВ Агрофірма «Коршачинське».

## Соціальна сфера
- Школа І-ІІ ст. Збудована в 1911 році. Знищена в 2024 році  БПЛА "Герань" запущеного з території російської федерації в ході Повномасштабного вторгнення РФ в Україну.

## Відомі люди
- Гладенко Прасковія Григорівна (1927—1975) — Герой Соціалістичної Праці.